# Аварийный источник электроэнергии
Аварийный источник электроэнергии — источник электроэнергии, применяемый при сбоях в электросети и не зависящий от основных источников или систем (то есть полностью автономный).

## Виды
- аккумуляторный источник бесперебойного питания (ИБП).
- дизельный электрогенератор.

Электрогенераторы с двигателем внутреннего сгорания представляют собой стационарную или подвижную установку. Дизельные генераторы работают на дизельном топливе — солярке, а бензиновые генераторы, соответственно, на бензине.